# Viegasia
Viegasia es un género de hongos de la clase Asterinaceae. Se desconoce la relación de este taxón con otros taxones de la clase (incertae sedis).